# Grand Prix Formule 1 van Portugal 1960
De Grand Prix Formule 1 van Portugal 1960 werd gehouden op 14 augustus op het circuit van Boavista in Lissabon. Het was de achtste race van het seizoen.

## Uitslag
| Pos. | Nr. | Coureur                | Constructeur    | Rondes | Tijd / Oorzaak uitval | Grid | Punten |
| ---- | --- | ---------------------- | --------------- | ------ | --------------------- | ---- | ------ |
| 1    | 2   | Jack Brabham           | Cooper-Climax   | 55     | 2:19:00.03            | 3    | 8      |
| 2    | 4   | Bruce McLaren          | Cooper-Climax   | 55     | + 57.97               | 6    | 6      |
| 3    | 14  | Jim Clark              | Lotus-Climax    | 55     | + 1:53.23             | 8    | 4      |
| 4    | 28  | Wolfgang von Trips     | Ferrari         | 55     | + 1:58.81             | 9    | 3      |
| 5    | 6   | Tony Brooks            | Cooper-Climax   | 49     | + 6 Rondes            | 12   | 2      |
| 6    | 16  | Innes Ireland          | Lotus-Climax    | 48     | + 7 Rondes            | 7    | 1      |
| 7    | 8   | Olivier Gendebien      | Cooper-Climax   | 46     | + 9 Rondes            | 14   |        |
| DQ   | 12  | Stirling Moss          | Lotus-Climax    | 51     | Gediskwalificeerd     | 4    |        |
| NF   | 32  | Mario de Araujo Cabral | Cooper-Maserati | 38     | Ongeluk               | 15   |        |
| NF   | 18  | John Surtees           | Lotus-Climax    | 37     | Radiator              | 1    | S      |
| NF   | 26  | Phil Hill              | Ferrari         | 30     | Ongeluk               | 10   |        |
| NF   | 24  | Dan Gurney             | BRM             | 25     | Motor                 | 2    |        |
| NF   | 30  | Masten Gregory         | Cooper-Maserati | 21     | Versnellingsbak       | 11   |        |
| NF   | 22  | Graham Hill            | BRM             | 9      | Versnellingsbak       | 5    |        |
| NF   | 20  | Jo Bonnier             | BRM             | 6      | Motor                 | 13   |        |

## Noot
- Dit was de eerste pole position, snelste ronde en rondes als raceleider voor John Surtees.
- Eerste podiumplaats voor Jim Clark en tiende podiumplaats voor Jack Brabham en voor een Australische coureur.

1958 · 1959 · 1960 · 1984 · 1985 · 1986 · 1987 · 1988 · 1989 · 1990 · 1991 · 1992 · 1993 · 1994 · 1995 · 1996 · 2020 · 2021